# Katagami Noboru

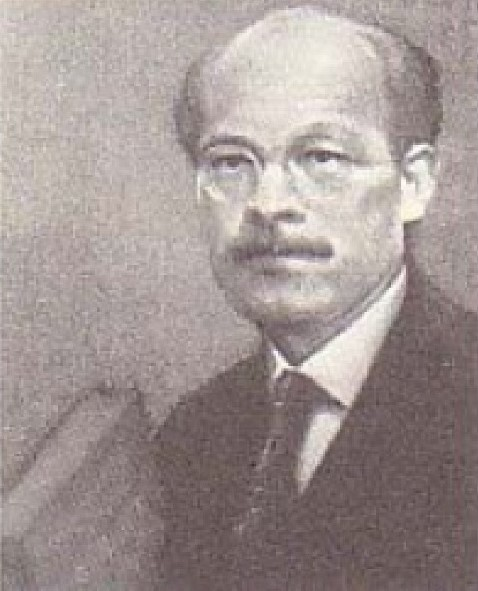
Katagami Noboru

Katagami Noboru (japanisch 片上 伸, er schrieb auch als Katagami Tengen; geboren 20. Februar 1884 in Imabari (Präfektur Ehime); gestorben 5. März 1928) war ein japanischer Literaturkritiker.

## Leben und Wirken
Katagami Noboru machte 1906 seinen Abschluss an der Waseda-Universität im Fach englische Literatur. Auf Empfehlung von Shimamura Hōgetsu wurde er Reporter für das Magazin „Waseda Bungaku“ (早稲田文学) und dazu als Lehrkraft an seiner Alma Mater tätig. 1910 wurde er zum Professor ernannt.
Bemerkenswert ist die Betonung der „Subjektivität“ in naturalistischen Theorien, dargestellt in seinen Publikationen „Ungelöste Literatur“ (無解決の文学, Mukaiketsu no bungaku) und „Naturalismus der Lebensanschauung“ (人生観上の自然主義, Jinseikan-jō no shizen shugi), beides erschien 1907. Dazu kam eine idealistische Färbung seiner Ansichten.
1915 ging Katagami nach Russland, um sich weiterzubilden. Nach Japan zurückgekehrt gründete er sie Abteilung für Russische Literatur an der Waseda-Universität. Sein zweiter Besuch in Russland 1924 verstärkte sein Interesse an der proletarischen Literatur. Das fand seinen Niederschlag  in der Kritiksammlung „Literaturkritik“ (文学評論) 1926. Es zeigte sich wieder: Er hatte eine sehr persönliche Art, die Dinge zu sehen, und seine ausgeprägte Menschlichkeit erregte Aufmerksamkeit.
Weitere Werke sind „Shizen-shugi no shukanteki yōso“ (自然主義の習慣的要素) – „Gewohnheitselemente des Naturalismus“ 1910, „Mugen no michi“ (無限の道) – „Unendlicher Weg“ 1915 und „Naizai hihyō ijō no mono“ (内在批評以上の物) – „Über die interne Kritik hinaus“ 1926.